# Bayo Omoboriowo
Bayo Omoboriowo (* 13. května 1987) je nigerijský fotoreportér a dokumentární fotograf. Byl oficiálním fotografem prezidenta Muhammada Buhariho.

## Životopis
Omoboriowo se narodil a vyrostl v městské čtvrti Mushin v Lagosu.
Vystudoval bakalářský titul v oboru čisté a aplikované chemie na Lagosské univerzitě.
Jeho manželka je od roku 2015 Lola Omitokunová.